# Angelo Francesco Lavagnino
Angelo Francesco Lavagnino (Genova, 22 febbraio 1909 – Gavi, 21 agosto 1987) è stato un compositore italiano, apprezzato realizzatore di colonne sonore cinematografiche.

## Biografia
Cominciò molto giovane a suonare il violino e nel 1932 si diplomò al Conservatorio Giuseppe Verdi di Milano. Nel 1939 compose l'opera Malafonte. Si dedicò dapprima alla composizione di musica da camera, sinfonica, sacra e teatrale, esibendosi al Teatro alla Scala e in numerose città italiane. Nel 1951 la sua opera Malafonte fu rappresentata ad Anversa. Nel 1952, in occasione dell'inaugurazione delle porte di bronzo del duomo di Siena, compose la Messa Chigiana per soli, coro misto, orchestra ed organo. Compose inoltre musica sinfonica (Pocket symphony, Le cronache, Volo d'api) e musica da camera (Trio, Quartetto d'archi, Sonata per violino e pianoforte, Sonata per due pianoforti).
Nel 1947 cominciò a dedicarsi al cinema, grazie al sostegno del conte Guido Chigi Lucarini Saracini. Nel 1951 musicò l'Otello di Orson Welles, ma la sua specialità furono i cosiddetti film di viaggio o film di esplorazione. L'autore riprendeva in maniera originale materiale folclorico locale, registrato negli stessi luoghi delle riprese, ma utilizzando tutte le possibilità della tecnologia per ottenere un nuovo suono. Esempi di questo stile si ritrovano in Magia (1954), Continente perduto (1955), Tam tam Mayumbe (1955), L'impero del sole (1956), L'ultimo paradiso (1957), La muraglia cinese (1958), Calypso (1958). Ma il film, delle cui musiche è coautore insieme a Georges Auric, che ottenne il maggiore successo internazionale è Notre-Dame de Paris (1956), protagonisti Anthony Quinn e la star italiana numero uno di quel periodo, Gina Lollobrigida.
Uomo eclettico, scrisse anche un racconto sui pirati, collezionò antichità, libri e medaglie vaticane, amò viaggiare, fu un abile fotografo e trascorse molto tempo con la sua famiglia. Scelse Gavi come luogo di adozione, cittadina in cui a lungo visse e dove morì.
Dal 2001 esiste il Festival Internazionale "A.F. Lavagnino" Musica e Cinema.

## Discografia

### Colonne sonore
1947
- Natale al campo 119 di Pietro Francisci

1948
- Che tempi! di Giorgio Bianchi

1950
- Strano appuntamento di Dezsö Ákos Hamza
- Il diavolo in convento di Nunzio Malasomma

1951
- Mamma mia, che impressione! di Roberto Savarese
- Otello di Orson Welles

1952
- Totò e Carolina di Mario Monicelli
- Magia verde di Gian Gaspare Napolitano
- L'uomo, la bestia e la virtù di Steno
- Il bandolero stanco di Fernando Cerchio
- Africa sotto i mari di Giovanni Roccardi

1953
- Il matrimonio di Antonio Petrucci

1954
- Un americano a Roma di Steno
- Siluri umani di Antonio Leonviola
- Mambo di Robert Rossen
- Le avventure di Giacomo Casanova di Steno

1955
- La tua donna di Giovanni Paolucci
- Ragazze d'oggi di Luigi Zampa
- Cortile di Antonio Petrucci
- La risaia di Raffaello Matarazzo
- La donna del fiume di Mario Soldati
- La bella mugnaia di Mario Camerini
- Il suo più grande amore di Antonio Leonviola
- Il coraggio di Domenico Paolella
- L'impero del sole di Enrico Gras
- Destinazione Piovarolo di Domenico Paolella
- Tam tam Mayumbe di Gian Gaspare Napolitano e Folco Quilici
- Continente perduto di Enrico Gras
- Bravissimo di Luigi Filippo D'Amico

1956
- Vertigine bianca di Giorgio Ferroni
- Un po' di cielo di Giorgio Moser
- Suor Letizia di Mario Camerini
- Orlando e i Paladini di Francia di Pietro Francisci
- Il gobbo di Notre Dame di Jean Delannoy
- Non scherzare con le donne di Giuseppe Bennati
- Mio figlio Nerone di Steno
- I girovaghi di Hugo Fregonese
- I fidanzati della morte di Romolo Marcellini
- Storia di una minorenne di Piero Costa
- L'ultimo paradiso di Folco Quilici
- Lo scapolo di Antonio Pietrangeli
- Calabuig di Luis García Berlanga

1957
- Femmine tre volte di Steno
- L'oceano ci chiama di Giorgio Ferroni e Giovanni Roccardi
- L'angelo custode di Giuliano Tomei
- Ladro lui, ladra lei di Luigi Zampa
- Il cielo brucia di Giuseppe Masini
- L'incanto della foresta di Alberto Ancillotto
- Il corsaro della mezza luna di Giuseppe Maria Scotese
- Il conte Max di Giorgio Bianchi
- Timbuctù di Henry Hathaway

1958
- Passionate Summer di Rudolph Cartier
- Las locuras de Bárbara di Tulio Demicheli
- Soledad di Enrico Gras
- La muraglia cinese di Carlo Lizzani
- La maja desnuda di Henry Koster
- Il vento non sa leggere di Ralph Thomas
- Primo amore di Mario Camerini
- Pezzo, capopezzo e capitano di Wolfgang Staudte
- Il bacio del sole (Don Vesuvio) di Siro Marcellini
- Calypso di Franco Rossi e Golfiero Colonna
- Nel segno di Roma di Guido Brignone
- Amore a prima vista di Franco Rossi

1959
- Policarpo, ufficiale di scrittura di Mario Soldati
- Messalina, Venere imperatrice di Vittorio Cottafavi
- Gli ultimi giorni di Pompei di Mario Bonnard
- The savage innocents di Nicholas Ray
- I baccanali di Tiberio di Giorgio Simonelli
- Il padrone delle ferriere di Anton Giulio Majano
- Gastone di Mario Bonnard
- Ferdinando Iº re di Napoli di Gianni Franciolini
- Jovanka e le altre di Martin Ritt

1960
- Tutti a casa di Luigi Comencini
- Saffo, venere di Lesbo di Pietro Francisci
- Odissea nuda di Franco Rossi
- Les nuits de Raspoutine di Pierre Chenal
- La rivolta degli schiavi di Nunzio Malasomma
- L'assedio di Siracusa di Pietro Francisci
- Il relitto di Michael Cacoyannis
- Conspiracy of Hearts di Ralph Thomas
- La grande Olimpiade di Romolo Marcellini
- Gorgo di Eugène Lourié
- Esther and the King di Raoul Walsh
- Il colosso di Rodi di Sergio Leone
- La sposa bella di Nunnally Johnson
- Che gioia vivere di René Clement

1961
- I briganti italiani di Mario Camerini
- Ulisse contro Ercole di Mario Caiano
- Maciste contro il vampiro di Sergio Corbucci
- Morte di un bandito di Giuseppe Amato
- Marco Polo di Piero Pierotti
- Madame Sans-Gêne di Cristian Jacque
- Le meraviglie di Aladino di Henry Levin
- L'ammutinamento di Silvio Amadio
- Ursus e la ragazza tartara di Remigio Del Grosso
- Orazi e Curiazi di Terence Young
- I sogni muoiono all'alba di Mario Craveri e Enrico Gras
- Il figlio del Capitano Blood di Tulio Demicheli
- I fratelli corsi di Anton Giulio Majano

1962
- Ponzio Pilato di Gian Paolo Callegari e Irving Rapper
- Venere imperiale di Jean Delannoy
- Senza sole nè luna di Luciano Ricci
- Marschier oder krepier di Dick Richards
- Le sette folgori di Assur di Silvio Amadio
- La leggenda di Fra Diavolo di Leopoldo Savona
- Il tiranno di Siracusa di Alberto Cardone e Curtis Bernhardt
- Hipnosis di Eugenio Martín
- Zorro contro Maciste di Umberto Lenzi
- Dal sabato al lunedì di Guido Guerrasio
- Caterina di Russia di Umberto Lenzi
- Carmen di Trastevere di Carmine Gallone

1963
- Sansone contro il corsaro nero di Luigi Capuano
- Sansone contro i pirati di Tanio Boccia
- Gli invincibili tre di Gianfranco Parolini
- Il vecchio testamento di Gianfranco Parolini
- I dieci gladiatori di Gianfranco Parolini
- L'intrigo di George Marshall
- Kali Yug, la dea della vendetta di Mario Camerini
- Il treno del sabato di Vittorio Sala
- Il mistero del tempio indiano di Mario Camerini
- Il figlio del circo di Sergio Grieco
- I tabù di Romolo Marcellini
- Ercole sfida Sansone di Pietro Francisci
- Golia e il cavaliere mascherato di Piero Pierotti
- Il ponte dei sospiri di Piero Pierotti
- El nasser Salla el Dine di Youssef Chahine
- Il mistero dell'isola maledetta di Piero Pierotti
- L'invincibile cavaliere mascherato di Umberto Lenzi
- Troppo caldo per giugno di Ralph Thomas
- Il colosso di Roma di Giorgio Ferroni

1964
- Totò d'Arabia di Juan Antonio De la Loma
- Sansone e il tesoro degli Incas di Piero Pierotti
- Il sole scotta a Cipro di Ralph Thomas
- Il castello dei morti vivi di Michael Reeves
- Ercole contro Roma di Piero Pierotti
- Golia alla conquista di Bagdad di Domenico Paolella
- Extraconiugale di Massimo Franciosa e Giuliano Montaldo
- Ercole contro i tiranni di Babilonia di Gian Gaspare Napolitano
- Sfida a Rio Bravo di Tulio Demicheli
- Sette ore di fuoco di Joaquín Luis Romero Marchent
- Senza sole né luna di Luciano Ricci

1965
- Una raffica di piombo di Paolo Heusch
- Superseven chiama Cairo di Umberto Lenzi
- Due mafiosi contro Goldginger di Giorgio Simonelli
- A 008, operazione Sterminio di Umberto Lenzi
- Mani di pistolero di Rafael Romero Marchent
- Gli uomini dal passo pesante di Albert Band
- La muerte se llama Myriam di Eugenio Martín
- Agente 077 missione Bloody Mary di Sergio Grieco
- La morte viene dal pianeta Aytin di Antonio Margheriti
- L'uomo che viene da Canyon City di Antonio Balcázar
- L'ultimo dei Mohicani di Mateo Cano
- Johnny West il mancino di Gianfranco Parolini
- Il pianeta errante di Antonio Margheriti
- Il diavolo dello spazio di Antonio Margheriti
- I predoni del Sahara di Guido Malatesta
- I diafanoidi vengono da Marte di Antonio Margheriti
- I criminali della galassia di Antonio Margheriti
- Viva Gringo di Georg Marischka
- I due sergenti del generale Custer di Giorgio Simonelli
- Falstaff di Orson Welles
- 5.000 dollari sull'asso di Alfonso Balcázar
- L'uomo dalla pistola d'oro di Alfonso Balcázar
- Sette ore di fuoco di Joaquín Luis Romero Marchent
- Solo contro tutti, regia di Antonio del Amo

1966
- Zorro il ribelle di Piero Pierotti
- Un milione di dollari per 7 assassini di Umberto Lenzi
- Le spie amano i fiori di Umberto Lenzi
- Rose rosse per Angelica di Steno
- Quattro dollari di vendetta di Alfonso Balcázar

1967
- Grazie amore mio (Volver a vivir), regia di Mario Camus
- Samoa, regina della giungla di Guido Malatesta
- Oggi a me... domani a te! di Tonino Cervi
- Uno straniero a Paso Bravo di Salvatore Rosso
- Il figlio di Aquila Nera di Guido Malatesta
- Kitosch, l'uomo che veniva dal nord di José Luis Merino
- Gungala la vergine della giungla di Mino Roli
- Dio non paga il sabato di Tanio Boccia
- L'ultima compagnia di Curtis Bernhardt
- Delitto a Posillipo di Renato Parravicini
- Attentato ai tre grandi di Umberto Lenzi
- Assalto al tesoro di stato di Piero Pierotti
- Acid - Delirio dei sensi di Giuseppe Maria Scotese
- America paese di Dio di Luigi Vanzi

1968
- Vendetta per vendetta di Mario Colucci
- Un corpo caldo per l'inferno di Franco Montemurro
- T'ammazzo!... Raccomandati a Dio di Osvaldo Civirani
- Sapevano solo uccidere di Tanio Boccia
- Scusi, lei conosce il sesso? di Vittorio De Sisti
- Requiem per un gringo di José Luis Merino
- La battaglia dell'ultimo panzer di José Luis Merino
- Una pistola per cento bare di Umberto Lenzi

1969
- Tarzana sesso selvaggio di Guido Malatesta
- Le calde notti di Poppea di Guido Malatesta
- Beatrice Cenci di Lucio Fulci
- Historia de una chica sola di Jorge Grau
- Fortunata y Jacinta di Angelino Fons
- Zorro alla corte d'Inghilterra di Franco Montemurro
- Zorro marchese di Navarra di Franco Montemurro
- Gli specialisti di Sergio Corbucci
- 7 eroiche carogne (Comando al infierno) di José Luis Merino
- Africa segreta di Guido Guerrasio

1970
- Qualcosa striscia nel buio di Mario Colucci
- Angeli senza paradiso di Ettore Maria Fizzarotti
- Le tigri di Mompracem di Mario Sequi
- Il delitto del diavolo di Tonino Cervi
- Il corsaro di Antonio Mollica

1971
- La llamada del vampiro di José Maria Elorrieta
- Africa ama di Guido Guerrasio

1974
- Daisy Miller di Peter Bogdanovich
- La regenta di Gonzalo Suárez
- Africa nuda, Africa violenta di Mario Gervasi

1977
- L'Italia in pigiama di Guido Guerrasio

## Filmografia

### Attore
- Falstaff, regia di Orson Welles (1965)
- Qualcosa striscia nel buio, regia di Mario Colucci (1971)